# Alicia anisopetala
Alicia anisopetala är en tvåhjärtbladig växtart som först beskrevs av Adrien Henri Laurent de Jussieu, och fick sitt nu gällande namn av W.R.Anderson. Alicia anisopetala ingår i släktet Alicia och familjen Malpighiaceae. Inga underarter finns listade i Catalogue of Life.